# Friedrich Casimir zu Eltz
Friedrich Casimir, Edler zu Eltz (* 20. April 1634 in Rethmar; † 31. Mai 1682 in Clausthal) war hannoverscher Berghauptmann und Rittergutsbesitzer.

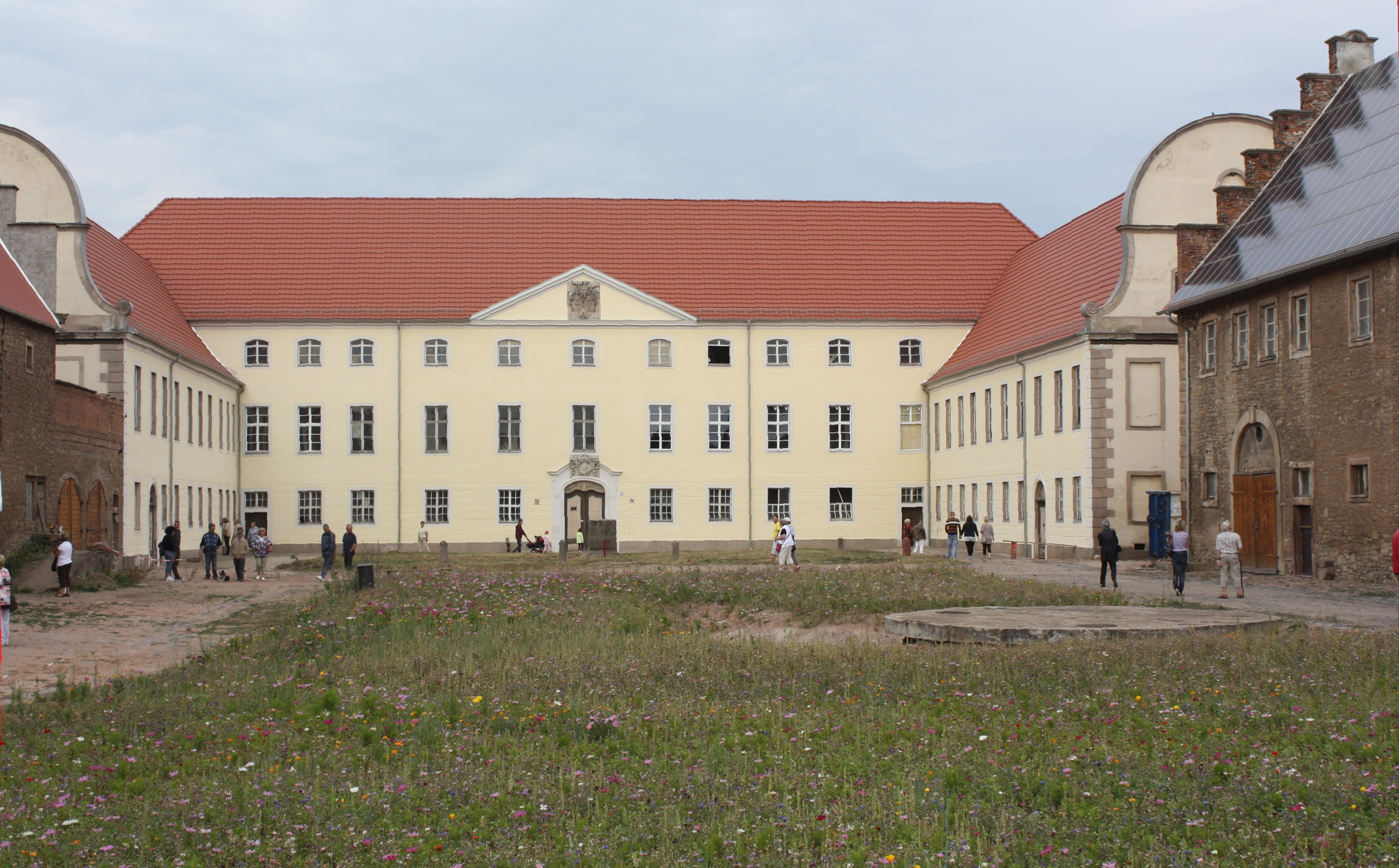
Schloss Walbeck

Er stammte aus dem rheinischen Adelsgeschlecht der Herren zu Eltz, benannt nach der Burg Eltz und leitete die hannoversche Bergverwaltung im Harz. Sein Tätigkeitsort war Clausthal, von wo er das Rittergut Walbeck im Ostharz erwarb, das in der Grafschaft Mansfeld gelegen war, die damals dem Kurfürstentum Sachsen unterstand. Er wurde auch Inhaber des gräflich mansfeldischen Amts Walbeck und war braunschweig-lüneburgischer Geheimrat und Landdrost des Fürstentums Grubenhagen.
Seine Eltern, der kaiserliche Oberstleutnant Philipp Samson zu Eltz-Rodendorf auf Dürnstein und Grünstadt (Bruder des braunschweigischen, später mecklenburgischen Kanzlers im Dienst Wallensteins, Johann Eberhard zu Eltz, beide wiederum Söhne eines calvinistischen kurpfälzischen Amtmannes und Enkel des Johann Adolph zu Eltz-Bliescastel und der Katharina von Brandscheidt-Rodendorf) und die Mutter Amalie von Rutenberg, Erbin von Schloss Rethmar, starben früh. Er wurde von der Schwester seiner Mutter, Agnes, und deren Ehemann Gebhard XXV. von Alvensleben erzogen. Deren Sohn war der spätere hannoversche Minister Johann Friedrich II. von Alvensleben (1657–1728). Nach einer dreijährigen Studienreise nach Paris trat er in den Dienst des Herzogs von Braunschweig-Lüneburg, dessen Berghauptmann er wurde. Eltz starb bereits im Alter von 48 Jahren. Seine Leichenpredigt wurde gedruckt.
Am 14. Oktober 1664 heiratete er Barbara Margaretha von Pfuel (* 3. August 1649; † 19. Juni 1695 in Walbeck), die Tochter des Adam von Pfuel. Aus dieser Ehe gingen folgende Kinder hervor:
- Philipp Adam, Edler Herr zu Eltz, * 25. Dezember 1665, folgte ihm im Besitz von Walbeck und Rethmar
- Amalia Helena zu Eltz, blieb unverheiratet, Dechantin des Stifts Minden
- Anna Dorothea zu Eltz, verheiratet mit Georg Anton von Hardenberg auf Oberwiederstedt (Nachbargut von Walbeck)
- Gottliebe Eleonora zu Eltz, verheiratet mit Philipp von dem Bussche auf Schlüsselburg
- Johann Christof zu Eltz; † im Spanischen Erbfolgekrieg